# Китаката
Кита́ката (яп. 喜多方市 Китаката-си) — город в префектуре Фукусима в северной части острова Хонсю, Япония. Площадь города составляет 554,67 км², население — 49 918 человек (1 августа 2014), плотность населения — 90,00 чел./км².
Основан 31 марта 1954 года. В 2006 году в состав города были включены посёлки Сиакава и Ямато, а также сёла Ацусиокано и Такасато (все из уезда Яма).
Город широко известен благодаря особой разновидности рамэна, известной, как китаката рамэн. В Китакате функционирует значительное число предприятий по производству рамэна, который там настолько популярен, что слово соба, означающее японскую гречневую лапшу, используется для обозначения именно рамэна, а гречневую лапшу называют нихон соба (японская соба).